# Wicked
Wicked är en musikal med text och musik av Stephen Schwartz som hade premiär 2003 i San Francisco. Dom två första som spelade huvudrollerna i Wicked 2003 var Idina Menzel (Elphaba) och Kristin Chenoweth (Glinda).
Musikalen är baserad på boken Wicked: The Life and Times of the Wicked Witch of the West från 1995, skriven av Gregory Maguire. Handlingen är en parallell berättelse till filmen Trollkarlen från Oz från 1939 och L. Frank Baums bok med samma namn. Boken som är mycket politisk och religiös tar upp skillnaderna mellan vad som egentligen är gott och ont, och om goda avsikter med dåliga resultat är detsamma som dåliga avsikter med dåliga resultat och har i jämförelse med musikalen en mycket mörkare underton.

Musikalen har vunnit tre Tony Awards: kostym, scenografi och bästa skådespelerska i musikal, Idina Menzel och en Grammy för bästa Musikalalbum 2003.

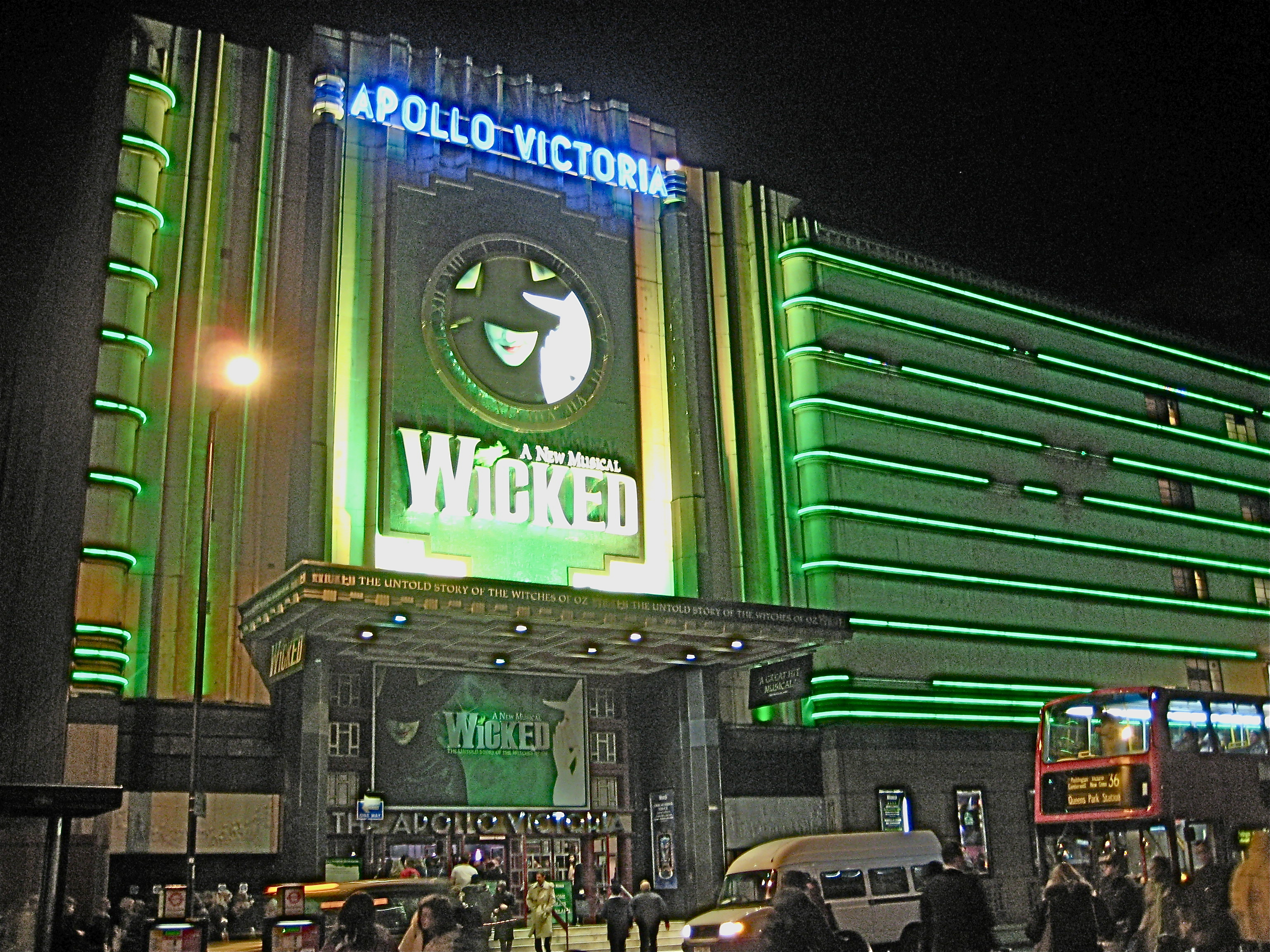
Apollo Victoria Theatre, London.

Wicked hade svensk premiär 16 september 2023 på Göteborgsoperan.
År 2024 hade spelfilmen Wicked premiär med Ariana Grande och Cynthia Erivo i huvudrollerna.

## Handling
Detta är musikalen om vad som verkligen hände i landet Oz långt innan Dorothy kom dit och är berättad från de två häxornas perspektiv. Hur protagonisten, den missförstådda och intelligenta flickan Elphaba Thropp växer upp till att bli The Wicked Witch of the West, antagonisten i Trollkarlen Från Oz. Elphaba börjar universitetet och får som rumskamrat den vackra och ambitiösa Glinda som sedan blir känd som Glinda The Good. De börjar som fiender men en annorlunda vänskap växer så småningom fram emellan dem och med motsatta personligheter och synpunkter kämpar de sig igenom Trollkarlens korrupta regering och Elphabas offentliga syndafall.

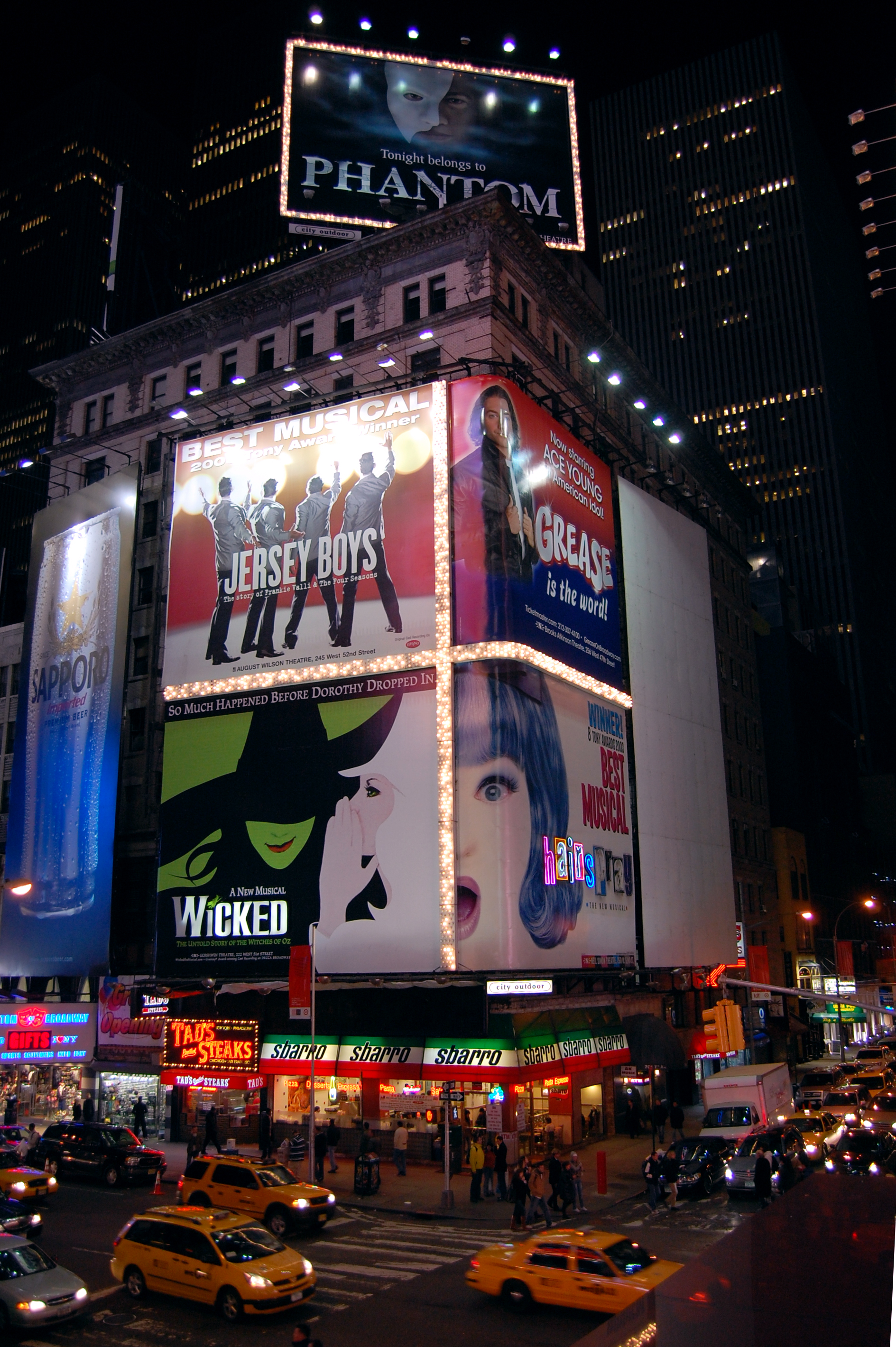
Wicked på Broadway i New York

## Original och nuvarande rollista
| Figur            | Beskrivning | Original Broadway skådespelare | Nuvarande[när?] Broadway skådespelare | Original West End skådespelare | Nuvarande[när?] West End skådespelare | Original GöteborgsOperan skådespelare |
| ---------------- | --- | ------------------------------ | ------------------------------------- | ------------------------------ | ------------------------------------- | ------------------------------------- |
| Elphaba          | Den gröna flickan som sedan blir den ökända Elaka Häxan Västan (Wicked Witch Of The West)                      | Idina Menzel                   | Jennifer DiNoia                       | Idina Menzel                   | Willemijn Verkaik                     | Feline Andersson                      |
| Galinda/Glinda   | Elphabas rumskamrat på Shiz Universitet som senare blir känd som Glinda den Goda. (Glinda The Good)            | Kristin Chenoweth              | Kara Lindsay                          | Helen Dallimore                | Suzie Mathers                         | Anna Salonen                          |
| Fiyero           | Prins av Winkie och kärleksintresse för Elphaba och Glinda.                                                    | Norbert Leo Butz               | Matt Shingledecker                    | Adam Garcia                    | Oliver Savile                         | Max Jansson                           |
| The Wizard of Oz | Den omdömeslöse härskaren från Oz.                                                                             | Joel Grey                      | Tom McGowan                           | Nigel Planer                   | Martyn Ellis                          | Ole Forsberg                          |
| Madame Morrible  | Rektor på Shiz Universitet.                                                                                    | Carole Shelley                 | Kathy Fitzgerald                      | Miriam Margolyes               | Liza Sadovy                           | Vera Veljovic                         |
| Nessarose        | Elphabas yngre handikappade syster som sedan blir den ökända Elaka Häxan Östan. (The Wicked Witch Of The East) | Michelle Federer               | Kelli Barrett                         | Katie Rowley Jones             | Katie Rowley Jones                    | Sofia Mustaniemi                      |
| Doctor Dillamond | En talande get och lärare på Shiz Universitet.                                                                 | William Youmans                | Timothy Britten Parker                | Martin Ball                    | Philip Childs                         | David Lundqvist                       |
| Boq              | En Munchkin Elphaba träffar på Shiz Universitet och blir förälskad i Glinda.                                   | Christopher Fitzgerald         | Robin de Jesús                        | James Gillan                   | Sam Lupton                            | Oskar H. Olsson                       |

## Musikalnummer
| Akt I - "No One Mourns the Wicked" – Galinda och Oz befolkning - "Dear Old Shiz" – Studenterna och Galinda - "The Wizard and I" – Madame Morrible och Elphaba - "What is this Feeling?" – Glinda, Elphaba och Studenterna - "Something Bad" – Doctor Dillamond och Elphaba - "Dancing Through Life" – Fiyero, Glinda, Boq, Nessarose, Elphaba och Studenterna - "Popular" – Glinda - "I'm Not That Girl" – Elphaba - "One Short Day" – Elphaba, Glinda och Smaragdstadens befolkning - "A Sentimental Man" – Trollkarlen - "Defying Gravity" – Glinda, Elphaba, Vakterna and och Oz befolkning | Akt II - "No One Mourns the Wicked" (reprise) - Oz befolkning - "Thank Goodness" – Glinda, Madame Morrible och Oz befolkning - "The Wicked Witch of the East" – Elphaba, Nessarose och Boq - "Wonderful" – Trollkarlen och Elphaba - "I'm Not That Girl" (reprise) – Glinda - "As Long as You're Mine" – Elphaba och Fiyero - "No Good Deed" – Elphaba - "March of the Witch Hunters" – Boq och Oz befolkning - "For Good" – Glinda och Elphaba - "Finale" – Alla |

## Svenska uppsättningar

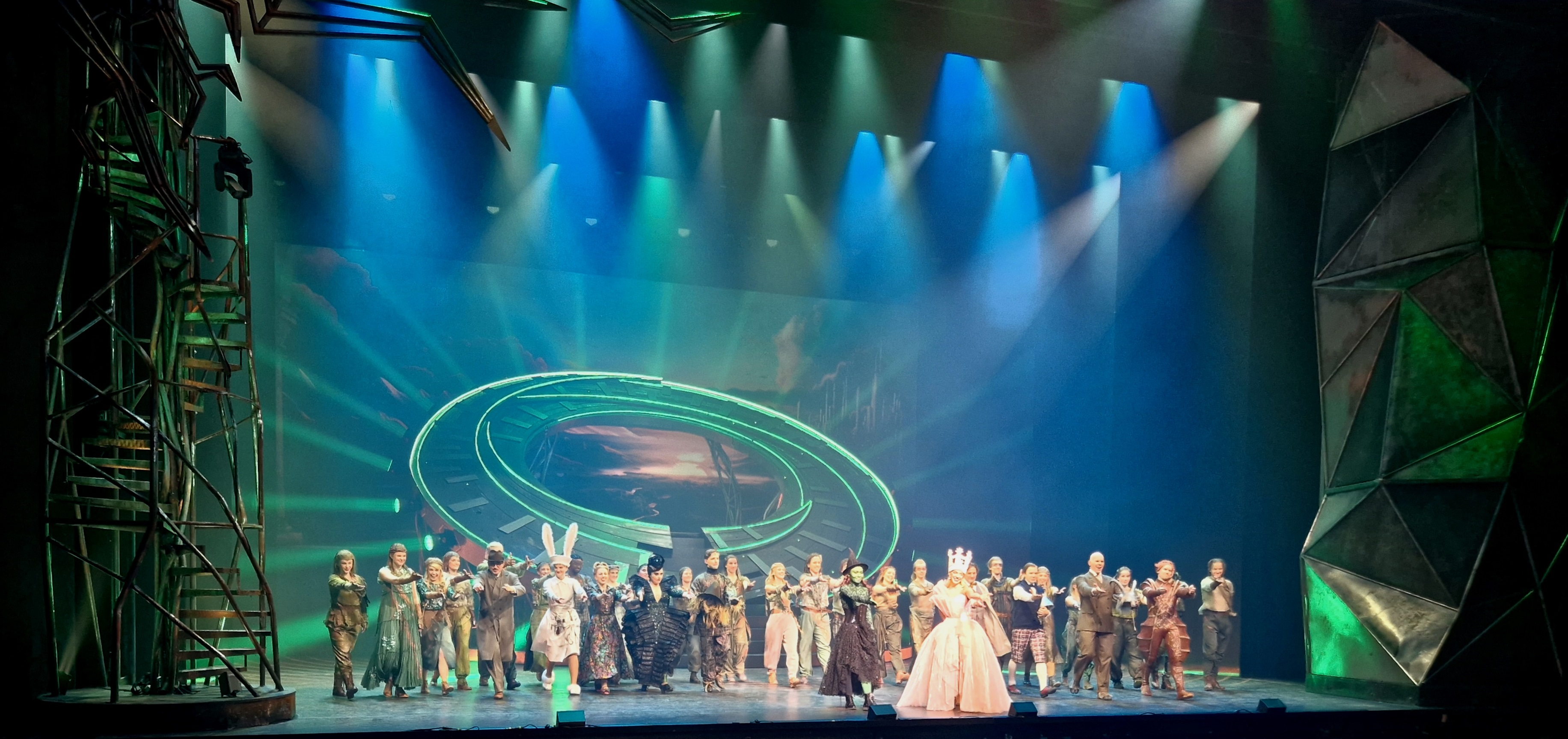
Wicked på Göteborgsoperan den 24 februari 2024.

| År        | Teater          | Regi            | Elphaba          | Galinda/Glinda | Fiyero      | Trollkarlen  | Madame Morrible | Nessarose        | Dr. Dillamond   | Boq            |
| --------- | --------------- | --------------- | ---------------- | -------------- | ----------- | ------------ | --------------- | ---------------- | --------------- | -------------- |
| 2023–2024 | Göteborgsoperan | Samuel Harjanne | Feline Andersson | Anna Salonen   | Max Jansson | Ole Forsberg | Vera Veljovic   | Sofia Mustaniemi | David Lundqvist | Oskar H Olsson |